# Dorcadion pseudomolitor
Dorcadion pseudomolitor là một loài bọ cánh cứng trong họ Cerambycidae.